# 永安镇 (鸡东县)
永安镇，是中华人民共和国黑龙江省鸡西市鸡东县下辖的一个乡镇级行政单位。

## 行政区划
永安镇下辖以下地区：
永安社区、永丰社区、永安村、永平村、永东村、永红村、永乐村、永丰村、永宁村、永生村、永丽村、永新村和永政村。